# Loromontzey
Loromontzey település Franciaországban, Meurthe-et-Moselle megyében. Lakosainak száma 78 fő (2022. január 1.). Loromontzey Borville, Saint-Germain, Saint-Rémy-aux-Bois, Villacourt és Charmes községekkel határos.

## Népesség
A település népességének változása:
| Lakosok száma | 116  | 85   | 91   | 89   | 83   | 89   | 87   | 82   | 79   | 78   |
|               | 1968 | 1982 | 1990 | 2006 | 2013 | 2015 | 2017 | 2019 | 2020 | 2022 |